# Delokution
Delokution bezeichnet in der Sprachwissenschaft einen bestimmten von Émile Benveniste eingeführten Subtyp der Wortbildung. Charakteristisch ist für delokutive Bildungen, dass ihnen strenggenommen nicht lexikalische Einheiten zugrunde liegen, sondern deren performative Äußerung im Rahmen eines Sprechakts. Delokution fällt vor allem, aber nicht ausschließlich, in den verbalen Bereich. Ein delokutives Verb mit der Basis X hat somit grob die Bedeutung X sagen.

## Beispiele
- Latein salutare, 'grüßen' geht nicht direkt auf das Lexem salus, 'Heil' zurück, sondern auf den Kontext der Äußerung desselben als Gruß.
- Deutsch duzen und Französisch tutoyer.
- Italienisch allarme, 'Alarm' geht zurück auf die Äußerung all'arme!, 'zu den Waffen!'